# Europacup II 1964/65
De vijfde editie van de Beker der Bekerwinnaars werd gewonnen door het Engelse West Ham United in de finale tegen het Duitse TSV 1860 München.
30 teams namen deel waaronder 23 bekerwinnaars. Cork Celtic, FC Dundee, Steaua Boekarest, Dinamo Zagreb, AC Torino en FC Porto waren bekerfinalist. Sporting Portugal was als titelverdediger rechtstreeks geplaatst.

## Eerste ronde
| Team #1                    | Tot.   | Team #2              | 1ste wed | 2de wed | Play-off     |
| -------------------------- | ------ | -------------------- | -------- | ------- | ------------ |
| Slavia Sofia               | 3 - 1  | Cork Celtic          | 1 - 1    | 2 - 0   |              |
| Lausanne Sports            | 2 - 1  | Boedapest Honvéd SE  | 2 - 0    | 0 - 1   |              |
| KAA Gent                   | 1 - 2  | West Ham United      | 0 - 1    | 1 - 1   |              |
| Spartak Praag Sokolovo     | 16 - 0 | Anorthosis Famagusta | 10 - 0   | 6 - 0   |              |
| Dundee FC                  | Bye    |                      | -        | -       |              |
| Valletta FC                | 1 - 8  | Real Zaragoza        | 0 - 3    | 1 - 5   |              |
| Sporting Clube de Portugal | Bye    |                      | -        | -       |              |
| Esbjerg fB                 | 0 - 1  | Cardiff City         | 0 - 0    | 0 - 1   |              |
| Skeid Oslo                 | 1 - 2  | Haka Valkeakoski     | 1 - 0    | 0 - 2   |              |
| Torino AC                  | 5 - 3  | Fortuna 54           | 3 - 1    | 2 - 2   |              |
| Steaua Boekarest           | 5 - 0  | Derry City FC        | 3 - 0    | 2 - 0   |              |
| AEK Athene                 | 2 - 3  | NK Dinamo Zagreb     | 2 - 0    | 0 - 3   |              |
| ESV Admira-NÖ Energie Wien | 1 - 4  | Legia Warschau       | 1 - 3    | 0 - 1   |              |
| SC Aufbau Magdeburg        | 2 - 2  | Galatasaray SK       | 1 - 1    | 1 - 1   | 1 - 1 (toss) |
| FC Porto                   | 4 - 0  | Olympique Lyonnais   | 3 - 0    | 1 - 0   |              |
| Union Luxemburg            | 0 - 10 | TSV 1860 München     | 0 - 4    | 0 - 6   |              |

## Tweede Ronde
| Team #1                    | Tot.  | Team #2                | 1ste wed | 2de wed | Play-off |
| -------------------------- | ----- | ---------------------- | -------- | ------- | -------- |
| Slavia Sofia               | 2 - 2 | Lausanne Sports        | 1 - 0    | 1 - 2   | 2 - 3    |
| West Ham United            | 3 - 2 | Spartak Praag Sokolovo | 2 - 0    | 1 - 2   |          |
| Dundee FC                  | 3 - 4 | Real Zaragoza          | 2 - 2    | 1 - 2   |          |
| Sporting Clube de Portugal | 1 - 2 | Cardiff City           | 1 - 2    | 0 - 0   |          |
| Haka Valkeakoski           | 0 - 6 | Torino AC              | 0 - 1    | 0 - 5   |          |
| Steaua Boekarest           | 1 - 5 | NK Dinamo Zagreb       | 1 - 3    | 0 - 2   |          |
| Legia Warschau             | 2 - 2 | Galatasaray SK         | 2 - 1    | 0 - 1   | 1 - 0    |
| FC Porto                   | 1 - 2 | TSV 1860 München       | 0 - 1    | 1 - 1   |          |

## Kwartfinale
| Team #1         | Tot.  | Team #2          | 1ste wed | 2de wed |
| --------------- | ----- | ---------------- | -------- | ------- |
| Lausanne Sports | 4 - 6 | West Ham United  | 1 - 2    | 3 - 4   |
| Real Zaragoza   | 3 - 2 | Cardiff City     | 2 - 2    | 1 - 0   |
| Torino AC       | 3 - 2 | NK Dinamo Zagreb | 1 - 1    | 2 - 1   |
| Legia Warschau  | 0 - 4 | TSV 1860 München | 0 - 4    | 0 - 0   |

## Halve Finale
| Team #1         | Tot.  | Team #2          | 1ste wed | 2de wed | Play-off |
| --------------- | ----- | ---------------- | -------- | ------- | -------- |
| West Ham United | 3 - 2 | Real Zaragoza    | 2 - 1    | 1 - 1   |          |
| Torino AC       | 3 - 3 | TSV 1860 München | 2 - 0    | 1 - 3   | 0 - 2    |

## Finale
| Team #1         | Uitsl. | Team #2          |
| --------------- | ------ | ---------------- |
| West Ham United | 2 - 0  | TSV 1860 München |